# 名古屋港海づり公園
名古屋港海づり公園（なごやこううみづりこうえん）は、愛知県知多市にある海釣り公園である。通称「知多堤（ちたてい）」。
2013年（平成25年）1月31日より南海トラフ巨大地震などの津波対策としての高潮防波堤嵩上げ工事の準備に入るため、休園している。当公園から約4km南西にある新舞子マリンパーク人工島内にある名古屋港南5区の南岸堤防に代替施設を建設、2015年（平成27年）1月9日より開放された。
以下、概要などはいずれも休園前のものとする。

## 概要
名古屋港の南端、知多市にある南浜ふ頭に位置するこの公園は、伊勢湾台風の後に建設された高潮防波堤（1,300m）を利用し、1992年（平成4年）4月にオープンした。クロダイなどの大物が釣れるため人気を集め、年間約13万人が利用した。
施設は防波堤を利用したフィッシングスペースのほかパターゴルフ場やブランコやシーソーなどの遊具があり、フィッシングスペースは1年365日24時間開放され、照明設備や転落防止用の手すりも整備されていた。また、バリアフリーで釣り場に行くことができた。
また、財団法人名古屋港緑地保全協会が主催する釣り大会「なごや港海づりエンジョイカップ」も定期的に開催されていた。
この公園から名古屋港中央堤へ向かう渡船「東洋丸」が随時運航されていた。この公園が閉鎖された2015年（平成27年）現在は発着場所（東海市横須賀埠頭）を移動して運航を続けている。
2005年（平成17年）より団子釣りが禁止となっている ほか、浮きフカセ釣りも禁止されている。また、利用できる釣り竿は1人につき2本までに制限されている。

## 主な施設
- 管理棟 - 管理室、自動販売機、休憩室、トイレなど
- パターゴルフ場（有料） - 受付時間：9時 - 16時
- アスレチック広場
- 駐車場 - 440台（有料）

## 交通アクセス
- 名鉄常滑線「古見駅」又は「長浦駅」より徒歩で約30分。
- 西知多産業道路「長浦IC」よりすぐ。